# Драхњов
Драхњов (слч. Drahňov) насељено је мјесто са административним статусом сеоске општине (слч. obec) у округу Михаловце, у Кошичком крају, Словачка Република.

## Становништво
| Година:    | 1994. | 2004.    | 2014.    | 2024.    |
| ---------- | ----- | -------- | -------- | -------- |
| Број људи: | 992   | 1180     | 1426     | 1692     |
| Разлика:   |       | +18,95 % | +20,84 % | +18,65 % |

| Година:    | 2023. | 2024.   |
| ---------- | ----- | ------- |
| Број људи: | 1676  | 1692    |
| Разлика:   |       | +0,95 % |

Према подацима о броју становника из 2011. године насеље је имало 1371 становника.